# Lonely Symphony (We Will Be Free)
Chansons représentant le Royaume-Uni au Concours Eurovision de la chanson
Better the Devil You Know
(1993) Love City Groove
(1995)
Lonely Symphony (We Will Be Free) est la chanson représentant le Royaume-Uni au Concours Eurovision de la chanson 1994. Elle est interprétée par Frances Ruffelle.
La chanson britannique est la sixième de la soirée, suivant Nætur interprétée par Sigga pour l'Islande et précédant Nek' ti bude ljubav sva interprétée par Tony Cetinski pour la Croatie.
À la fin des votes, Lonely Symphony obtient 63 points et finit dixième sur vingt-cinq participants.
À sa sortie, la chanson se place à la 24e place des ventes de singles.

## Source de la traduction
- (en) Cet article est partiellement ou en totalité issu de l’article de Wikipédia en anglais intitulé « Lonely Symphony (We Will Be Free) » (voir la liste des auteurs).